# Rudolf Süsser
Rudolf Süsser (29. března 1897 Letohrad – 27. března 1959 Soběslav) byl český továrník, podnikatel, tkadlec a ředitel rodinné firmy Süsser a spol, která byla jim byla znárodněna komunistickým režimem v roce 1948. 

## Život
Narodil se 29. března 1897 v Letohradu. Jeho otec Ferdinand Süsser byl tkadlec a podnikatel, který vedl rodinou firmu Süsser a spol. Matka Marie byla rodačkou z Kyšperku a zemřela v roce 1902. 
Měl o čtyři roky mladší sestru, která zemřela v roce 1918 a staršího bratra Ferdinanda, který většinu života strávil v Argentině.
Po smrti Marie Süsserové se rodina přestěhovala z Kyšperku do jihočeské Soběslavi. 
Na počátku 30. let 20. století začal Rudolf Süsser přebírat otcovu firmu Süsser a spol. V roce 1934 se oženil s dcerou Otokara Polláka Leonií Pollákovou. Jednalo se o bohatou a uznávanou rodinu z Přehořova, kde vlastnili pivovar, lihovar, zámek a statek. Leonie následně v Süsserově firmě začala pracovat.
Rodina žila v Süsserově vile, kterou nechal jeho otec postavit na místě bývalého Křížkova mlýna.
V následujících letech se manželům narodili dva synové – Otakar a Rudolf. Po okupaci Československa začala být rodina tehdejší situací ve společnosti utiskovaná. Rudolf Süsser byl často vyzýván, aby se se svojí židovskou manželkou rozvedl. To ale odmítal. 
V roce 1943 byl odveden do pracovního tábora v Terezíně, kde žil až do osvobození Československa. Je ho žena byla do Terezína deportována o rok později. O jejich děti se starala přítelkyně ze Soběslavi. Po návratu domů opět obnovil rodinnou firmu. Ta jim byla komunistickým režimem po únoru 1948 znárodněna. V roce 1949 ve věku 11. let zemřel syn Rudolf.
Rudolf Süsser zemřel 27. března 1959 v Soběslavi ve věku nedožitých 62 let. Jeho žena Leonie jej přežila téměř o čtyřicet let a zemřela až v roce 1998 ve věku 91 let. Jejich druhý syn Otakar zemřel ve věku 86 let. Všichni tři jsou pohřbení v rodinném hrobě na soběslavském hřbitově.